# Lovin' You (横山輝一の曲)
「Lovin' You」（ラヴィン・ユー）は、横山輝一の14枚目のシングル。1993年2月10日発売。発売元はポリスター。

## 概要
- TBS系 ｢1993年アルペンスキー世界選手権中継｣ テーマソングに起用された。
- 累計27万枚を売り上げ、自身最大のヒット曲となった。

## 収録曲
1. Lovin' You
作詞・作曲・編曲：横山輝一
2. Touch Me
作詞・作曲・編曲：横山輝一